# Dúr hangsor
A dúr skála hét hangból áll, egy oktávot bont hét részre. Jellegzetességét nem maguk a hangok adják, hanem a hangok közötti távolságok, azaz hangközök.
A dúr skála hangjai egyben a dúr hangnem hangjai, mely egyike a két fő diatonikus hangnemnek (a másik a moll hangsor). A dúr hangnemnek általában világos, tiszta, olykor vidám, vagy akár megható érzéseket tulajdonítanak, míg a mollnak sötét, komor, esetenként szomorú, gyászos jelleget.
Bármilyen zenei hang lehet a dúr skála kezdőhangja, ezt alaphangnak nevezzük. Például ha az alaphang a c, akkor C-dúrról, ha f, akkor F-dúrról beszélünk.

## Jelölések
A dúr skála hangjainak megkülönböztetésére leggyakrabban a szolmizációs hangokat használjuk. Ezek sorrendben: dó, ré, mi, fá, szó, lá, ti. Értelemszerűen a dó a skála első hangja, vagyis az alaphang, a ti pedig a hetedik, utolsó. Énekes vagy hangszeres skálázáskor a skálát mindig a következő oktáv első hangjával, vagyis a következő dóval zárjuk. Ennek oka egyrészt, hogy a dúr hangnemben a dó a hangnem tonikája (lásd lejjebb), vagyis alaphangja, így e felső dó lezáró érzést kelt. Fontosabb azonban, hogy e felső dó nélkül hiányozna a skálából a ti és a dó közötti hangköz, márpedig a skála lényege éppen a hangközökben rejlik. Példaképpen lássuk, hogy hol helyezkednek el a C-dúr hangjai a kottában.

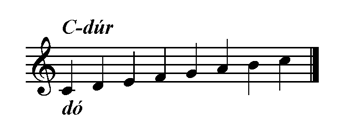
C-dúr skála, kottázva

 Hallgasd meg a C-dúr skálát. (MIDI formátum, temperált kromatikus hangolás)

## Főbb hangolások
Bármely adott hangköz kifejezhető a két hang frekvenciáinak hányadosával, így azokat matematikai úton is le lehet írni. A dúr skála hangközei akusztikai szempontból különbözhetnek, aszerint, hogy milyen hangolást használunk, de legtöbbször csak a fejlett zenei hallással rendelkezők képesek megkülönböztetni a hangolások közötti eltérést, a laikus hallgató általában nem.

### Diatonikus
Adott dúr hangnem szempontjából ez a legtisztább hangolás, mivel közvetlenül levezethető a felhangokból. Hátránya viszont, hogy a diatonikusan hangolt (főleg billentyűs) hangszereken nem minden hangnem egyformán használható, nem lehet tetszőlegesen modulálni és transzponálni. A dúr skála hangközei ezen a hangoláson törtekkel kifejezve:

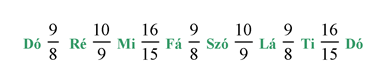
Diatonikus hangolású dúr skála

Látható, hogy a skálában kétféle nagyszekund van: 9/8 és 10/9. Ha minden hangközt összeszorzunk, akkor 2-t kapunk, vagyis oktávtávolságot. Az utóbbi állítás minden hangolásra igaz.

### Temperált kromatikus (kiegyenlített)
A XX. század eleje óta ez a legelterjedtebb hangolás. Azért hozták létre, hogy az olyan hangszereken, melyeken a zenész nem közvetlenül maga határozza meg a hangok magasságát (például billentyűs hangszerek) lehetővé váljon a moduláció, vagyis hangnemváltás, és a transzponálás, vagyis adott mű tetszőleges hangnembe történő áthelyezése.
Ezt úgy érték el, hogy az oktávot 12 egyenlő hangközre bontották, és ezekből a félhangokból állították elő a dúr skálát, úgy, hogy minél inkább hasonlítson diatonikus eredetijére.
Ezt a legkisebb, 1/12 hangközt úgy határozzuk meg, hogy veszünk egy F frekvenciát, és az egy oktávval magasabban lévő 2*F-et. A két frekvencia közötti hangok egy 12 elemű mértani sorozatot alkotnak, melyek kvóciense (a sorozat szomszédos elemeinek hányadosa) a keresett legkisebb hangköz. Ez a szám pedig a: {\displaystyle {\sqrt[{12}]{2}}}, vagyis nagyjából: 1,059463. A temperált kromatikus dúr skála a következő hangközöket tartalmazza:

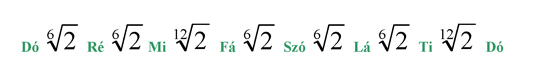
Kiegyenlített hangolású dúr skála

Ellentétben a diatonikus skálával, itt már csak egyféle nagyszekund található, mely a kisszekund négyzete. (Ezen a skálán minden hangköz felbontható kisszekundok szorzatára.)

## Miért pont ezek ahangközökalkotják a dúr skálát?
Ahhoz hogy ezt a kérdést megválaszoljuk, ismernünk kell két fogalmat, ezek: a felhang és a funkció.

### Felhang
Minden megszólaló F frekvenciájú hang magában foglalja a 2*F, 3*F stb. frekvenciájú hangokat is. A felhangok hangereje az alaphangtól távolodva egyre csökken, nagyjából a 4.-5. hang után a felhangok hangereje a halláshatár alá esik. A zeneileg képzetlen hallgató még az 1. vagy a 2. felhangot sem képes elkülöníteni annak alaphangjától, mivel az emberi fül, illetve a hallásközpont Fourier-analízis segítségével "értelmezi" a hangokat, így a felhangokat mint az alaphang részeit figyelmen kívül hagyja. Bár a legtöbb ember nem képes elkülöníteni az alaphangot annak felhangjaitól, azokat mégis hallja. A felhangok befolyásolják a hallott hang színezetét.

### Funkció
A harmonikus funkciók témaköre az összhangzattan keretei közé tartozik, és szükségessé teszi a harmónia (vagy akkord) fogalmának ismeretét is. Itt csak arra térünk ki, hogy minden diatonikus hangnemben van három kitüntetett hangzat, melyek alaphangjai a következők:
- tonika: maga az alaphang (legyen F a frekvenciája)
- szubdomináns: az alaphang alatt egy tiszta kvinttel lévő hang (F / (3/2))
- domináns: az alaphang felett egy tiszta kvinttel lévő hang (F * (3/2))

Tehát minden diatonikus hangnemben van három különösen fontos hang. Hogy a tonika mellett miért az attól alsó és felső tiszta kvintre eső hang lett kitüntetett szerepű, zenetörténeti okai vannak. Vegyük a három hangot és első négy felhangjukat, ezek tökéletesen meghatározzák a dúr skálát:

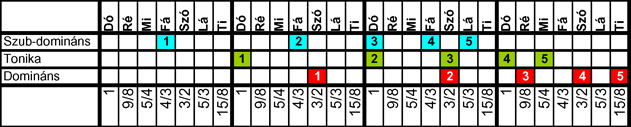
A diatonikus dúr skála akusztikai származtatása

Az egyszerűség kedvéért felbontottuk az oktávokat hét részre és kiírtuk a hangok szolmizációs neveit. (De fel is sorolhattuk volna a hangok felhangjainak frekvenciáit is, majd egy oktávba transzponálva őket - osztás 2 hatványaival - ugyanerre az eredményre jutottunk volna).
Az alaphang a tonika sorában lévő, 1-es számmal jelzett hang. Az alsó számok az alattuk legközelebb lévő dó hanghoz viszonyított hangközt írják le.
Látható, hogy a felhangok lefedik az összes hangot:
A közöttük lévő távolságok pedig (szomszédos elemek hányadosai):